# Vicus Iugarius

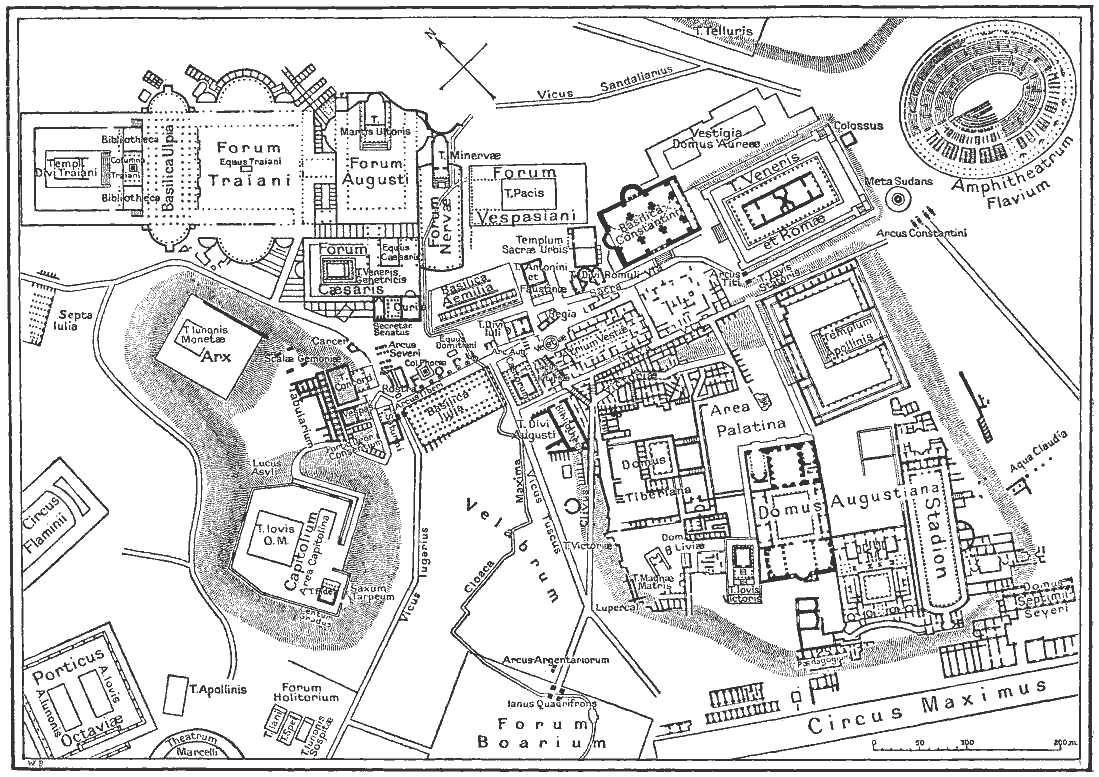
Kaart van het centrum van het antieke Rome, met de Vicus Iugarius ten oosten van de Capitolijn

De Vicus Vicus Iugarius was een belangrijke straat in het centrum van het oude Rome.
De straat begon tussen de Tempel van Saturnus en de Basilica Julia op het Forum Romanum en liep langs de oostelijke helling van de Capitolijn naar de Porta Carmentalis bij het Forum Boarium. Hier sloot de Vicus Iugarius aan op de oude Via Salaria en de Via Flaminia, de belangrijkste handelsroute naar het noorden. 
Restanten van het antieke plaveisel van de Vicus Iugarius zijn bij het Forum Romanum nog zichtbaar. Langs de weg lagen de oude tempels van Fortuna en Mater Matuta, waarvan de restanten zijn opgegraven op de Area sacra di Sant'Omobono.